# Брасуело
Брасуело (ісп. Brazuelo) — муніципалітет в Іспанії, у складі автономної спільноти Кастилія-і-Леон, у провінції Леон. Населення — 321 особа (2010).
Муніципалітет розташований на відстані близько 310 км на північний захід від Мадрида, 49 км на захід від Леона.
На території муніципалітету розташовані такі населені пункти: (дані про населення за 2010 рік)
- Бонільйос: 11 осіб
- Брасуело: 55 осіб
- Комбаррос: 52 особи
- Ель-Гансо: 32 особи
- Кінтанілья-де-Комбаррос: 12 осіб
- Родрігатос-де-ла-Обіспалія: 29 осіб
- Вельдедо: 16 осіб
- Прадоррей: 72 особи
- Рекехо-де-Прадоррей: 42 особи

## Демографія
Динаміка населення (INE ):